# 建制順
建制順（けんせいじゅん）とは、書類上で組織の名称を並べるときや人物をその所属する組織の序列にもとづいて並べるとき、あるいは会議などの席次を所属する組織にもとづいて決めるときに組織間であらかじめ決まっている順序のことである。
公文書等で複数の組織名を並べるときの順序、特に内閣において複数の省を並べるときと、省の中で複数の内部部局を並べるときに決まっている序列のことを指すことが多いため、しばしば「役人用語である」と説明されることもある。ただし、一般の企業において書類上や会議の席について企業内の各部署を順に並べる時の順序や、企業グループにおいて会社名を順に並べるときにも、あらかじめ決まっている順番があるときにはその順番を建制順と呼ぶこともある。また、会議の席次を決めるに当たっての根拠に使われることもある。

## 概要
建制順とは慣習上の存在であり、公式に建制順を定めた法令や訓令・通達等の文書が存在するわけではない。ただし、会議で言及された発言が会議録などに記録される等の形で文書が残ったり、非公式の覚え書きのようなものが作成されたことはまれにある。文書に記されるときには、「いわゆる建制順」と、「いわゆる」を付けて書かれることも多い。府省の建制順は国家行政組織法別表第1（第三条関係）に挙げられている順番により、各省内での局の建制順は各省の組織令（政令）において記されている順序によるとされているが、これらを建制順であると明記した法令は存在せず、そのような解釈自体が慣習によるものであるというしかない。「あくまで一応のものであり、正式に決まっているものではない」などと説明されている。
建制順は組織の上下関係を示すものではないとされてはいるが、建制順が上であるほど格上であるとされることが多い。概ね総務部門的な部局、管理部門的な部局が筆頭にくることが多く、また一般的には古くから存在する組織ほど上位を占めており、「組織の年功序列」等と説明されることもあるが、必ずしもそうなっていない場合もある。また、ほとんどの場合、所属する人員の多さや所管の組織・機関の多さ、予算規模、許認可権限の広さや強さには関係の無いことが多く、経済官庁は比較的下位に位置することが多い。中央省庁再編時に創設された総務省のように、合併したうえで内閣補佐の権限を持たせるなど、意図的に筆頭官庁となるように新設されたような場合や、省から宮内府、さらに宮内庁とされた場合、逆に司法省から法務庁を経て、府（法務府）となり、後に省となった法務省のような場合を除いて、1960年に自治庁から昇格した自治省、中央省庁再編時に環境庁から昇格した環境省、2007年に防衛庁から昇格した防衛省など、新規の組織が加わるときは最も後ろの位置に置かれることが多く、複数の組織が統合された場合には、元の組織の中で最も上位であった組織の序列を引き継ぐことが多い。
建制順そのものを定義した法令は存在しないが、
- 「決裁の順序は、原則として主管課から開始し、建制順で後順位の局庁部課から先に行うものとする」[1]
- 「連名の部長通達の場合は、主管部長を初記し、他は建制順とする」[2]
- 「起案文書の決裁は、発信名義人が最終の決裁者となることを原則とする。二決裁の順序は、原則として、主管部署から開始し、組織規程による建制順で後順位の部署から先に行うものとする」[3]
- 「合議欄は、原則として、関係部課室等の担当主幹以上の職を、余白左上部から縦に職階順かつ横に所属建制順に記入すること」[4]

といった形で、訓令・通達といった内部規則のような、主として組織内部でのみ参照されることを想定している文書にはしばしばこの語が使用されている。

## 具体的な建制順

### 府省の建制順
府省の建制順は国家行政組織法別表第1（第3条関係）に掲げられている順番による。
1. 総務省（総理府の一部、総務庁、郵政省、自治省が統合）
2. 法務省
3. 外務省
4. 財務省（大蔵省から移行）
5. 文部科学省（←科学技術庁、文部省が統合）
6. 厚生労働省（←厚生省、労働省が統合）
7. 農林水産省
8. 経済産業省（通商産業省から移行）
9. 国土交通省（北海道開発庁、国土庁、運輸省、建設省が統合）
10. 環境省（環境庁、厚生省の一部が統合）
11. 防衛省（2007年1月9日新設。防衛庁から移行）

中央省庁再編（2001年（平成13年）1月6日）直前の建制順
1. 総理府（1949年新設）
2. 法務省（1952年8月1日法務府から移行）
3. 外務省（1869年8月15日（明治2年7月8日）の太政官制（二官六省制）時に創設）
4. 大蔵省（太政官制（二官六省制）時に創設）
5. 文部省（1871年9月2日（明治4年7月18日）設置）
6. 厚生省（1938年1月11日内務省から分離）
7. 農林水産省（1925年農商務省から分離、当初は農林省、1943年から1945年まで農商省、1978年7月5日まで農林省）
8. 通商産業省（1949年5月25日、商工省とその外局である貿易庁、石炭庁を統合して発足）
9. 運輸省（1945年5月19日運輸通信省が運輸省に改組）
10. 郵政省（1949年6月1日逓信省から分割）
11. 労働省（1947年9月1日厚生省の労働行政部門を分割）
12. 建設省（1948年7月10日建設院から移行）
13. 自治省（1960年7月1日自治庁と国家消防庁を統合して新設）

国家行政組織法別表第1施行時（1949年（昭和24年）6月1日）の建制順
1. 総理府
2. 法務府
3. 外務省
4. 大蔵省
5. 文部省
6. 厚生省
7. 農林省
8. 通商産業省
9. 運輸省
10. 郵政省
11. 労働省
12. 建設省
13. 経済安定本部

### 各府省庁内の部局の建制順
各省内の部局の建制順は、まず全体としては、大臣官房、内局（内部部局）、外局（もしあれば）となっている。各省内での各局が並べられる順序は各省設置法令の中で各局が並べられている順序による

### 各府省庁の地方支分部局の建制順
各省の地方支分部局の建制順は、中央省庁再編までは東京を筆頭に規模と重要度で配列されていた。例えば税関では、東京、横浜、神戸、大阪、門司、長崎、函館の順となっていた。中央省庁再編後は、北海道から本州、四国、九州、沖縄と地理的な順となり、再編前の格付け的な意味はなくなった。